# Rincón Colorado
La zona paleontológica Rincón Colorado es un yacimiento paleontológico ubicado en el estado de Coahuila en México, que data del periodo Cretácico Tardío en el que se han encontrado restos fósiles de apropiadamente 72 millones de años (Maastrichtiano) y donde se descubrió la especie de dinosaurio Velafrons coahuilensis, otros hallazgos incluyen una alta concentración de restos de hadrosaurios, ornitomímidos y ceratópsidos que habitaron en el sitio. Es la única zona paleontológica en México abierta al acceso público.

## Historia
Rincón Colorado se ubica en una zona geográfica que hace millones de años constituyó una playa del Cretácico a orillas del mar interior occidental de América del Norte lo que le brindó al lugar una gran densidad de flora y fauna siendo habitada principalmente por dinosaurios Hadrosauridae, que se caracterizaban por su dieta herbívora, incluyendo a la especie endémica Velafrons coahuilensis.
Los hallazgos más importantes en Rincón Colorado han sido el descubrimiento de nuevas especies como el dinosaurio Velafrons coahuilensis, la única especie conocida del género Velafrons cuya denominación quiere decir "cabeza de vela" en referencia a la forma de su cráneo con una frente pronunciada en forma de vela única en su tipo, o el descubrimiento de Xonpepetla rinconensis una especie de cucaracha prehistórica endémica de la región. 